# Michel Roques (Radsportler)
Michel Roques (* 20. Juli 1946 in Pierrecourt (Seine-Maritime), Frankreich; † 8. Oktober 2006 in Blois, Frankreich) war ein französischer Radrennfahrer.
In der französischen Mannschaft Sonolor begann er 1972 seine Profi-Karriere und beendete sie 1975 mit der französischen Mannschaft Gan-Mercier.

## Palmarès
| Jahr | Erfolg | Erfolg             | Rennen                       |
| ---- | ------ | ------------------ | ---------------------------- |
| 1969 | Sieger | 10. Etappe, Teil b | Friedensfahrt                |
| 1971 | Sieger | Sieger             | La Machine (Frankreich)      |
| 1972 | 3.     | 7. Etappe          | Tour de l’Avenir             |
| 1972 | Sieger | 10. Etappe         | Tour de l’Avenir             |
| 1973 | 2.     | 5. Etappe          | Critérium du Dauphiné Libéré |
| 1973 | Sieger | Gesamtwertung      | Tour du Nord                 |
| 1973 | 35.    | 35.                | Paris–Roubaix                |
| 1973 | 55.    | 55.                | Gent–Wevelgem                |
| 1973 | 51.    | 51.                | Tour de France               |
| 1974 | 50.    | 50.                | Tour de France               |